# 衛斯理主義
衛斯理主義或衛斯理神學是由一群追隨18世紀基督教改革家約翰·衛斯理及其兄長查理·衛斯理的新教基督徒組成的宗教運動。這套神學觀是從衛斯理兄弟，與及其同輩約翰·威廉·弗萊徹（John William Fletcher）的崇拜講章、信件、期刊、日記、詩歌及其他宗教相關作品中集結而成。
衛斯理主義是根據其创始人衛斯理兄弟所命名，爲目前循道宗及聖潔運動的团体廣泛採用的神學觀。1736年，衛斯理兄弟獲英國聖公會委派到英屬北美的喬治亞州宣教，但不久卻帶著傷心折返。後來，二人尤其是約翰衛斯理在1738年於莫拉維亞弟兄會的基督徒引導下，經歷多次特別的宗教經驗。他們在英國教會開展强調信心及聖潔的更新運動。約翰衛斯理鼓勵新教教會追求成聖，以新約有關神在信徒上的工作爲教導根據，鼓勵信徒要以基督的形象爲效法榜樣。此運動在英國教會廣泛接納，也成效甚篤，但當此運動到了美國卻變成另一種形態，最後於1784年成立了美國美以美會（Methodist Episcopal Church）。衛斯理宗教會與聖公會在教會管理及宗教禮儀上的差異不多，衹是相比聖公會更强調個人信心及跟人經驗。
約翰衛斯理的中心神學思想是强調過聖潔的基督徒生活，就是盡心、盡性、盡意、盡力愛主你的神，其次就是愛人如己（可參考耶穌的事工）。此外，他亦强調宗教經驗及道德責任等。

## 衛斯理神學及阿民念主義
阿民念主義的出現是試圖以別於加爾文主義的方式去解釋基督教。阿民念主義是一套由荷蘭新教神學家雅各布斯·阿民念提倡的神學系統，其觀點與加爾文主義的自由意志論完全不同。阿民念去世後，以伊皮克普斯爲首的跟隨者合撰了一份名為《阿民念派的抗議信條》的文獻。另一邊廂，衛斯理主義中的神學觀是從英國的傳道者約翰衛斯理的崇拜講章、期刊、神學、靈修及基督教歷史等作品集結而成。由於兩套神學理論在細節上有不少相同之處，因此隨後亦融會成爲一套神學觀。
阿民念主義在1610年正式提交給荷蘭共和國執政莫里斯親王，遠比衛斯理主義開始發展之時期早150年。阿民念主義的五項基本信條在本質上是根據聖經而寫，但其觀點與加爾文派提倡的自由意志論卻存有矛盾。阿民念相信即使人類墮落後，仍有責任（靠著神的先存恩典）去接受耶穌，才能得救。阿民念的第二項信條提出有條件的揀選，他認爲神已預知那些人會接受，而人的「信仰行爲」是決定是否得救的條件，因此接受耶穌而獲得救恩乃是上帝的恩典。救恩是源於上帝的先存恩典，配合人的自由意志，但只有被選上的才可獲救。第三項信條是關乎神的救贖。神愛世人，因此差遣耶穌基督來爲我們的罪釘在十字架上，而神的旨意是沒有一個人會滅亡。基督受難免去了神的憤怒，讓人的罪得赦；而基督復活亦同時讓獲赦免的人得以重生。不過，條件是人必須要選擇基督。因此基督爲每一位曾活，或現今仍然活著的人而死，但只有那些選擇跟隨基督的人，才會蒙揀選得拯救。第四項信條是認爲恩典是有阻隔的。神希望所有人都得救，所以差遣聖靈來感動及勸勉所有人歸向基督；不過由於人擁有自由意志，所以人可以選擇不接受拯救，甚至抗拒神的旨意。神希望所有人得救，並以心靈和誠實來敬拜祂，但基於愛，神讓人有主權去自由選擇是否跟隨耶穌。因此，在實際的情況下，人有可能會喪失恩典。基於人有自由意志去選擇接受基督，所以他既可繼續選擇救恩，堅持信仰；同時也可選擇離開信仰，拒絕基督的拯救。
1770年代初，衛斯理借助約翰·弗萊徹 （页面存档备份，存于）帶有阿民念主義的神學作品來抗衡英國的加爾文派新教徒。在1778年，他創辦一本名爲《阿民念雜誌》（the Arminian Magazine）的神學期刊。這時期的加爾文派與阿民念主義之間的爭論亦促成了阿民念主義及衛斯主義的穩固聯繫。
衛斯理曾到訪喬治亞州及德國以瞭解莫拉維斯弟兄會的信仰，後來更發展了循道衛理運動，爲循道衛理宗的發展奠定了基礎。衛斯理的原意不是要創立新宗派，而是希望透過推動追求聖潔來改變國家的屬靈情況。不過，衛斯理 - 阿民念主義的出現卻成爲了現代教會的流行標準。衛斯理主義對信徒生命的兩項重要事件提供了良好的解釋：
1. 基督徒生活的門檻是擁有得救的信心，即「稱義」；
2. 基督徒的生活目標是擁有全備的信心，即「成聖」。

衛斯理主義重視通過信心，以愛去表達的好行爲，與及聖經中啓示的重要性。
阿民念曾影響不少世代的信徒，其後衛斯理採用了部份理論，更將之發揚光大，成爲目前不少信徒生活的基礎及準則。

## 衛斯理傳統
根據廣泛定義，擁有衛斯理傳統意旨那些以約翰衛斯理神學爲發展基礎的運動及教派。雖然衛斯理傳統仍然存留在不少循道派中，例如大英循道會（Wesleyan Methodist）、循理會（Free Methodist）、非洲裔循道宗主教制教會（African Methodist Episcopal）、非洲裔循道宗主教制錫安教會（African Methodist Episcopal Zion）、基督徒美以美會（Christian Methodist Episcopal）、聯合衛理公會（United Methodist）及北美洲自由循道會（Free Methodist Church of North America）等，但其傳統後來亦發展爲其他運動及宗派，包括聖潔運動、五旬節運動及宣聖會等（Church of the Nazarene）。
以較狹窄的定義，衛斯理傳統與阿民念主義通常會被用以反對改革後加爾文主義。從歷史上看，加爾文主義的支持者擔心衛斯理主義的發展會漸漸貼近伯拉糾主義，而另一方面，衛斯理主義的支持者亦怕加爾文主義會漸漸變成唯信仰論，但雙方的指控也不完全正確，因爲非但加爾文不是唯信仰論的支持者，阿民念或衛斯理也不是帕拉糾的支持者。因信稱義對以上兩個傳統來說是重要的教義。雖然自由意志是兩派的主要分歧，但在不少情況下，兩個傳統所抱持的觀點有不少相似的地方。例如衛斯理曾形容其稱義觀與約翰·加爾文的不同，其實分別不大。聖化（而不是自由意志）是分別兩者最重要的分水嶺。對衛斯理來説，好的神學不能妥協，而是找出平衡點，這可以從他對信心、稱義及聖化的觀點中看得出來。